# Can Dardena
Can Dardena és una masia del municipi de Gavà (Baix Llobregat) declarada bé cultural d'interès nacional.

## Descripció
És un casal fortificat, amb una torre, pati i elements antics, molt modificats, a l'antiga quadra de la Sentiu. Masia de planta baixa i pis amb coberta a doble vessant de teula àrab. A la façana queda centrada una porta d'arc de mig punt sobre la qual destaca un rellotge de sol fet amb rajola blanca. Té adossada una torre de defensa amb petites obertures, La distribució de les habitacions és singular, ja que només ocupen la part posterior de l'edifici. El celler, encara utilitzat, és de coberta plana, suportada per arcs escarsers i aixopluga les ferramentes, unes màquines de premsa del segle xix que van fer portar de Vilafranca.

## Història
Can Dardena apareix citat per primera vegada al Cartulari de Sant Cugat del Vallès com a "un manso de ipsa Sentiz". El segle x, la Sentiu fou adquirida pel monestir de Castelldefels i se cedí una casa que podria ser aquesta. L'any 1332 el llibre de la baronia esmenta l'existència d'una casa fortificada usada com a residència dels castlans d'Emprunyà.